# Olga Imerslund
Olga Imerslund, född 9 april 1907, död 23 augusti 1987, var en norsk barnläkare.
Hon studerade medicin vid Oslo universitet, där hon tog examen 1936. Under åren fram till andra världskriget tjänstgjorde hon på fem olika sjukhus. Under kriget var hon först verksam vid Göteborgs barnsjukhus (1942-42) och sedan vid ett sjukhus uppsatt av den norska hälsovårdsmyndigheten i Edinburgh. Efter kriget var hon verksam på barnavdelningarna på sjukhus både i Norge och Danmark.
1947 erkändes hon som expert på barnsjukdomar och 1949 på invärtessjukdomar. Hon har skrivit cirka 25 artiklar inom pediatrik och har tillsammans med Ralph Gräsbeck givit namn åt Imerslund-Gräsbecks syndrom.